# Carmen (Oklahoma)
Pour les articles homonymes, voir Carmen.
Carmen est une ville située dans le comté d'Alfalfa, dans l’État d’Oklahoma, aux États-Unis. Sa population s’élevait à 355 habitants lors du recensement de 2010, estimée à 367 habitants en 2015.

## Source
- (en) Cet article est partiellement ou en totalité issu de l’article de Wikipédia en anglais intitulé « Carmen, Oklahoma » (voir la liste des auteurs).